# Jan Duiker

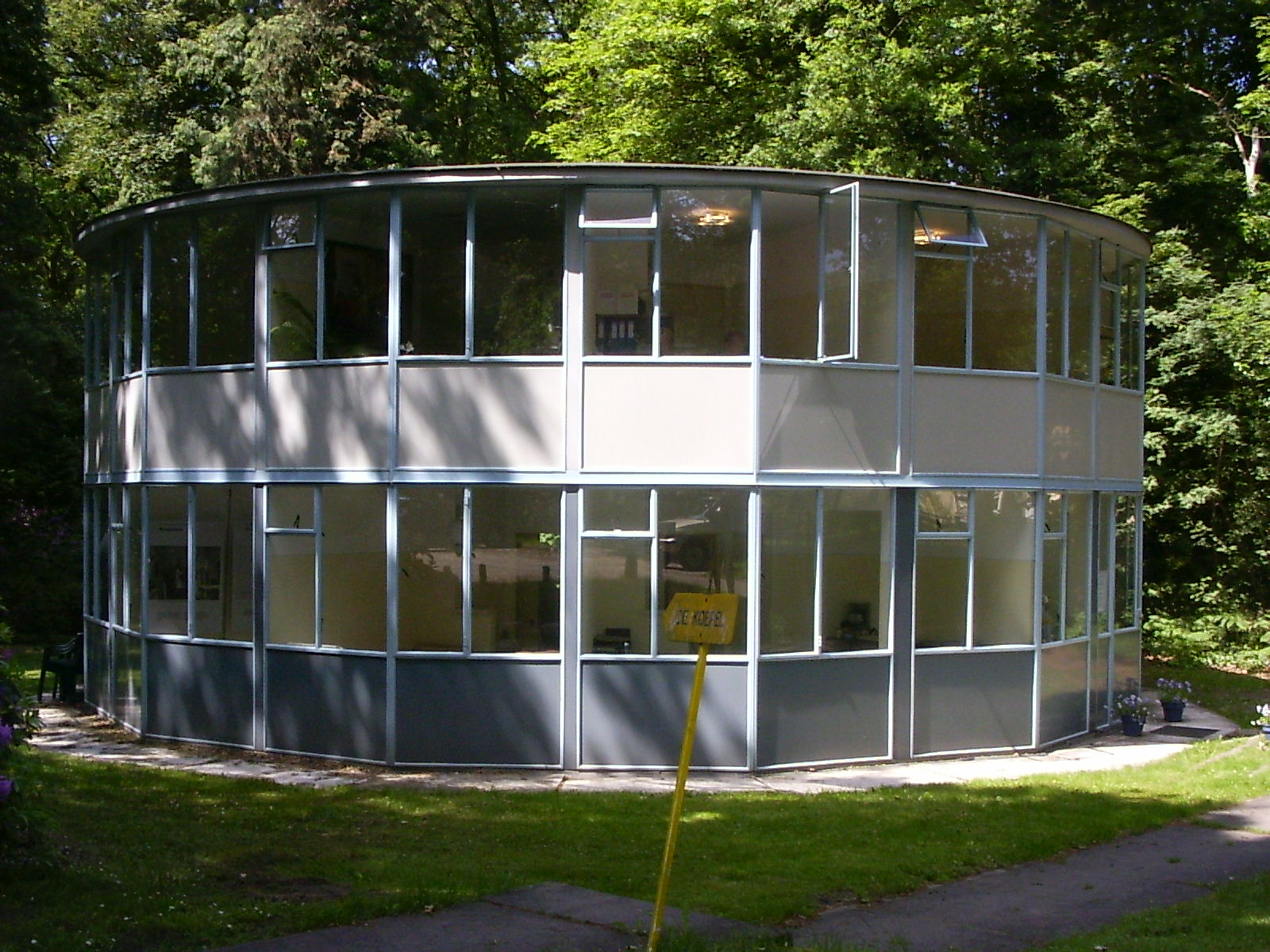
Jedna z drobných staveb v sanatoriu Zonnestraal

Jan Duiker (1. března 1890, Haag – 23. února 1935, Amsterdam) byl nizozemský architekt. Studoval v Delftu u Henriho Everse. Spolu se svým spolužákem a pozdějším spolupracovníkem Bernardem Bijvoetem se kromě vlastní práce účastnil řady soutěží, mimo jiné na mrakodrap Chicago Tribune v roce 1922. Jeho převratným dílem je jedna z prvních funkcionalistických staveb s nečekaně subtilním výrazem – sanatorium Zonnestraal (Sluneční paprsek) z let 1925-1928. Duiker připravoval též třetí kongres CIAM v Bruselu. Byl členem skupin "de 8" a "Opbouw". Zemřel uprostřed práce na návrhu hotelu Gooiland.

## Dílo
- Sanatorium Zonnestraal v Hilversumu (1926-1928)
- Bytový dům Nirwana v Haagu (1927-1930)
- Škola na čerstvém vzduchu v Amsterdamu (1929-1930)
- Divadlo Cineac v Amsterdamu (1934)
- Obchodní dům Winter v Amsterdamu (1934)
- Hotel Gooiland v Hilversumu (1934-1936)

## Souvislost s Československem
Duiker se zúčastnil mezinárodní soutěže na hotel do Dolních Zálezel a obdržel druhou cenu.